# Edificio Alas

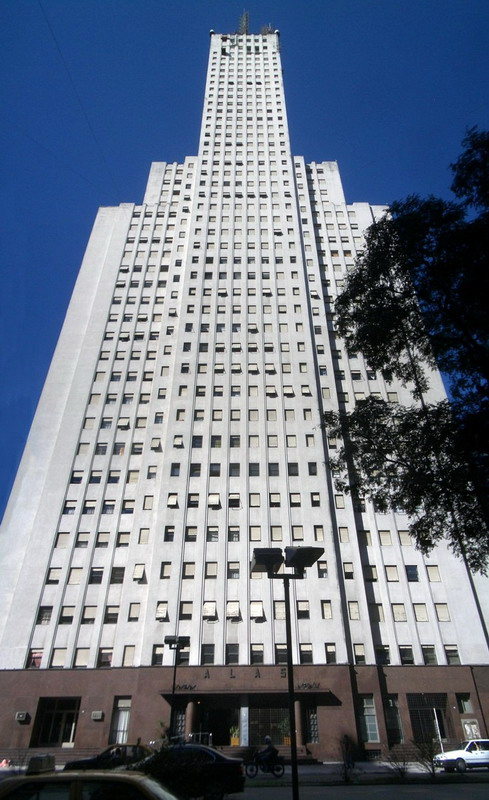
Ansicht des Edificio Alas

Das Edificio Alas (deutsch: Alas-Gebäude) ist ein Wohn- und Bürogebäude im Stadtteil San Nicolás der argentinischen Hauptstadt Buenos Aires.

## Beschreibung
Das Alas-Gebäude ist 141 Meter hoch und hat 41 Stockwerke. Die Bauzeit betrug vier Jahre. Von der Fertigstellung 1950 bis 1996 war es das höchste Gebäude in Buenos Aires, bis es vom Torre Le Parc übertroffen wurde. Es ist zusammen mit benachbarten Gebäuden auf der Avenida Leandro N. Alem, z. B. dem Edificio Comega, ein wichtiger Teil des Stadtbildes von Buenos Aires. In den letzten Jahren wurde es überschattet durch den Bau zahlreicher Hochhäuser im Viertel Puerto Madero. Auf der Liste der höchsten Gebäude des Landes steht es auf Platz 20 (Stand 2009).
Der Bau wurde von dem ehemaligen Präsidenten Juan Perón in Auftrag gegeben. Er bestimmte auch den Bau eines Bunkers im Gebäude für den Fall eines Kriegs oder eines Putsches. Er nutzte diesen Bunker jedoch weder während der Bombardierung der Plaza de Mayo am 16. Juni 1955 noch während der so genannten Befreiungs-Revolution (Revolución Libertadora) drei Monate später.